# Esteban et Zia : À la recherche des sept cités d'or
Pour plus de détails, voir Fiche technique et Distribution.
Esteban et Zia : À la recherche des sept cités d'or est un film d'animation sorti en DVD en 2006. Il s'agit d'une adaptation du roman original La Route de l'or (The King's Fifth) de Scott O'Dell. 
Le film est plus proche du roman original que la célèbre série télévisée Les Mystérieuses Cités d'or, diffusée en 1982. Film et série n'ont que peu de caractéristiques communes, hormis le fond historique du XVIe siècle, les noms des protagonistes principaux ainsi que leur quête ultime.

## Synopsis
Esteban et Zia (sans Tao, ni Solaris, ni Grand Condor de la série télévisée) partent à la découverte du Nouveau monde, sur les traces de la légende de l'El Dorado. Esteban a 17 ans, il est cartographe et jeté en prison pour ne pas avoir reversé au Roi le cinquième des trésors qu'il a découverts. Il se morfond, séparé de son amie Zia (12 ans). Malgré tout, il garde en lui un espoir secret. Un jour ils s'en sortiront et ils partiront alors en quête des sept Cités d'or. Au-delà de l'or, ce n'est pas l'enrichissement pécuniaire qui les motive, mais plutôt une quête de leurs origines, et de comprendre pourquoi et comment le peuple inca a disparu face à la menace de la maladie et des conquistadors.

## Fiche technique
- Titre français : Esteban et Zia : À la recherche des sept cités d'or
- Sociétés de production : AK Video et Ben-J Productions
- Durée : 83 min.
- Date de sortie : 2006

## Distribution
Les génériques sont interprétés par Ryan Poiret et Jennifer Chevallier. Les titres sont écrits et composés par Jean-Jacques Debout.
- Christophe Calmel
- Frédérique Marlot
- Julien Sibre
- Michel Tugot-Doris
- Olivia Dutron
- Pascal Montségur
- Pascale Chemin
- Philippe Roullier
- Richard Delestre

## Autour du film
Cette adaptation aborde notamment les thèmes de l'intégrité, du respect de l'environnement, du devenir des  civilisations face aux épidémies, et de l'amitié.